# Юніон (округ, Індіана)
Шаблон:StateAbbr_ 39°37′ пн. ш. 84°55′ зх. д. / 39.62° пн. ш. 84.92° зх. д.
Округ Юніон (англ. Union County) — округ (графство) у штаті Індіана, США. Ідентифікатор округу 18161.

## Історія
Округ утворений 1821 року.

## Демографія
За даними перепису
2000 року
загальне населення округу становило 7349 осіб, усе сільське.
Серед мешканців округу чоловіків було 3644, а жінок — 3705. В окрузі було 2793 господарств, 2072 родин, які мешкали в 3077 будинках.
Середній розмір родини становив 3,05.
Віковий розподіл населення поданий у таблиці:
| Стать    | До 15 років | 15-21 | 22-29 | 30-39 | 40-49 | 50-65 | 65-85 | Понад 85 |
| -------- | ----------- | ----- | ----- | ----- | ----- | ----- | ----- | -------- |
| Чоловіки | 879         | 369   | 299   | 544   | 541   | 620   | 351   | 41       |
| Жінки    | 755         | 357   | 333   | 565   | 524   | 614   | 472   | 85       |

## Суміжні округи
- Вейн — північ
- Пребл, Огайо — схід
- Батлер, Огайо — південний схід
- Франклін — південь
- Файєтт — захід

## Виноски
1. ↑  U.S. Decennial Census. United States Census Bureau. Процитовано 10 липня 2014.
2. ↑  Historical Census Browser. University of Virginia Library. Архів оригіналу за 11 серпня 2012. Процитовано 10 липня 2014.
3. ↑  Population of Counties by Decennial Census: 1900 to 1990. United States Census Bureau. Процитовано 10 липня 2014.
4. ↑  Census 2000 PHC-T-4. Ranking Tables for Counties: 1990 and 2000 (PDF). United States Census Bureau. Процитовано 10 липня 2014.
5. ↑  Union County QuickFacts. Бюро перепису населення США. Архів оригіналу за 7 червня 2011. Процитовано 25 вересня 2011.(англ.) Наведено за англійською вікіпедією.
6. ↑  American FactFinder. Бюро перепису населення США. Архів оригіналу за 26 лютого 2012. Процитовано 31 січня 2008. [Архівовано 2008-05-21 у Wayback Machine.]

| США | Це незавершена стаття з географії США. Ви можете допомогти проєкту, виправивши або дописавши її. |